# Viscosia pseudoglabra
Viscosia pseudoglabra är en rundmaskart som beskrevs av Hans August Kreis 1932. Viscosia pseudoglabra ingår i släktet Viscosia och familjen Oncholaimidae. Inga underarter finns listade i Catalogue of Life.